# Elizavetovca
Elizavetovca è un comune della Moldavia situato nel distretto di Dondușeni di 632 abitanti al censimento del 2004

## Località
Il comune è formato dall'insieme delle seguenti località: (popolazione al 2004)
- Elizavetovca (494 abitanti)
- Boroseni (138 abitanti)